# Stumptown Athletic
El Stumptown Athletic es un club de fútbol de Matthews, un suburbio de Charlotte, Carolina del Norte, Estados Unidos. Fue fundado el 2018 y juega en la National Independent Soccer Association (NISA).

## Historia
El nombre del club viene de un viejo apodo de Matthews, en el que sus habitantes talaban tantos árboles que la tierra se llenaba de tocones de árboles (en inglés: stumps). El nombre del club Stumptown ("pueblo de tocones") fue revelado en junio de 2019.
El club fue fundado por Christopher Clarke, un abogado de Atlanta y Casey Carr, exfutbolista del los DePaul Blue Demons y empresario del condado de Mecklenburg. Carr es el presidente y gerente general del club.
El 21 de julio de 2019 se nombró a Mark Steffens como primer entrenador del club. Steffens es exentrenador del Charlotte Eagles.
EN su primera temporada logró el 2 lugar en su conferencia (Este), y perdió la final de playoffs ante el Miami FC.

## Estadio
Juega sus encuentros de local en el CSA OrhoCarolina Sportsplex en Pineville o en el Sportsplex at Matthews.